# Chaman (cratera)
Chaman é uma cratera marciana. Tem como característica 48.1 quilômetros de diâmetro. Deve o seu nome a Chaman, uma cidade de Paquistão.